# Mesosfeer (mantel)
De term mesosfeer wordt gebruikt in een verouderde indeling van het binnenste van de Aarde vanaf ongeveer 300 km diepte. De mesosfeer is het gedeelte van de Aarde dat zich onder de asthenosfeer bevindt en de bevat daarom het grootste gedeelte van het volume van de Aarde. De mesosfeer onderscheidt zich van de erbovenliggende asthenosfeer omdat de druk hoger is, waardoor gesteente een grotere sterkte heeft.
Hoewel de term asthenosfeer nog steeds gebruikt wordt om de zwakkere laag in de bovenmantel aan te duiden, worden diepere zones in de Aarde onder deze laag tegenwoordig meestal ingedeeld in een manteltransitiezone en een ondermantel (samen de aardmantel), en een buitenkern en een binnenkern (samen de aardkern).